# (14375) 1989 SU
1989 أس يو (ويعرف أيضًا باسم (14375) 1989 أس يو وفق تسمية الكوكب الصغير) (بالإنجليزية: 1989 SU)‏ هو كويكب ضمن حزام الكويكبات؛ وترتيبه 14375 من حيث الاكتشاف.
اكتُشف هذا الجُرم الفلكي بواسطة هيروشي كانيدا في 29 سبتمبر 1989.

## وصلات خارجية
- (14375) 1989 SU في قاعدة بيانات مختبر الدفع النفاث لأجرام النظام الشمسي الصغيرة

- الاكتشاف · مخطط المدار ·  العناصر المدارية · المعلمات المادية

- (14375) 1989 SU على موقع ويكي سكاي: DSS2, SDSS, GALEX, IRAS, Hydrogen α, X-Ray, Astrophoto, Sky Map, Articles and images